# Hrabstwo Orange (Teksas)

Piramida wieku hrabstwa

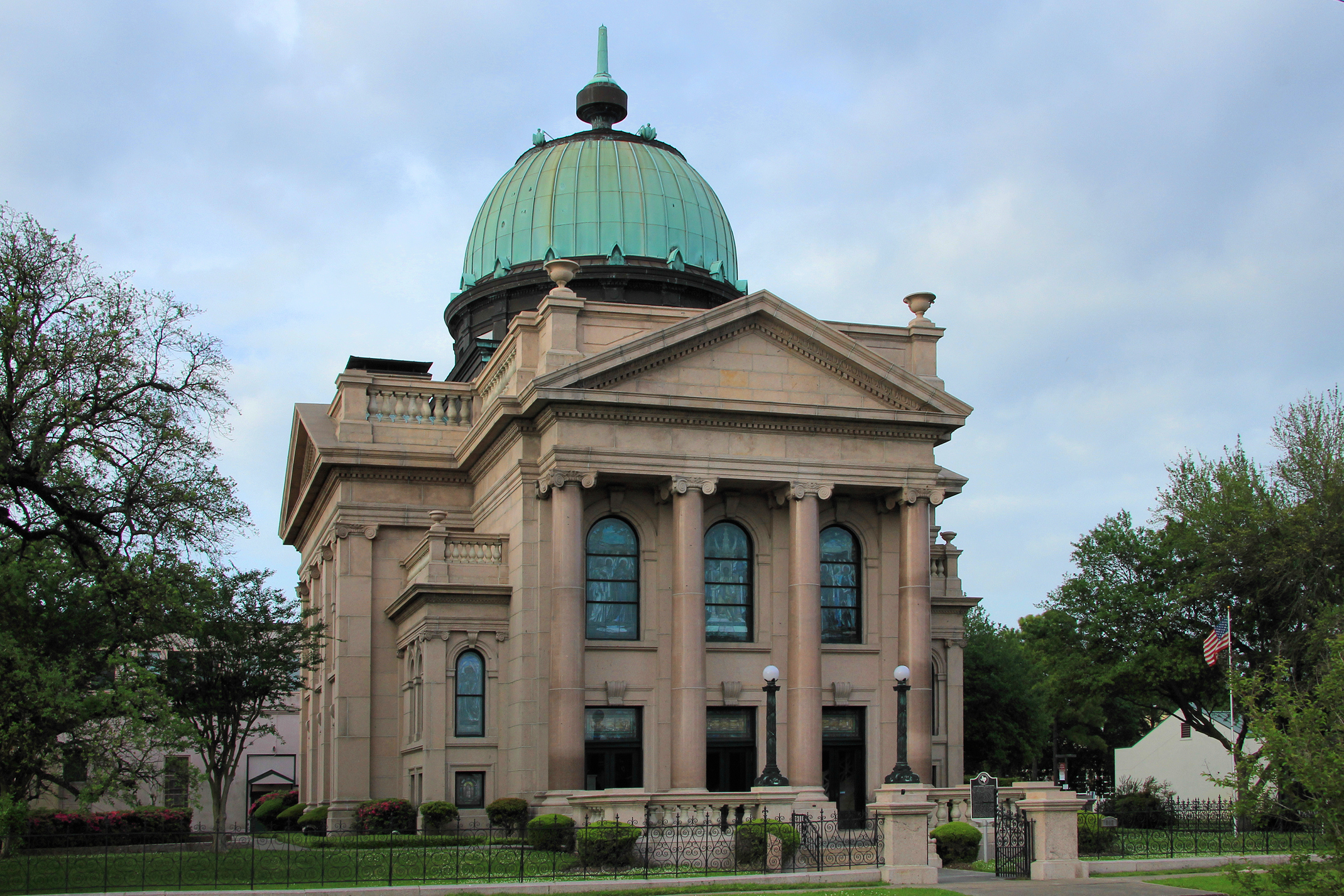
Zabytkowy kościół prezbiteriański w Orange

Hrabstwo Orange – hrabstwo położone w USA, w południowo–wschodnim Teksasie, przy granicy z Luizjaną. Utworzone w 1852 r. Według danych z 2023 roku liczy 85,7 tys. mieszkańców. Siedzibą i największym miastem hrabstwa jest Orange.
Jego granice wyznaczają rzeki Neches (na zachodzie) i Sabine (na wschodzie), które na południu hrabstwa uchodzą do Sabine Lake.

## Gospodarka
73% areału hrabstwa to obszary pasterskie, 14% leśne i 11% zajmują uprawy.
- przemysł tworzyw sztucznych i stoczniowy[4]
- akwakultura[3]
- wydobycie ropy naftowej i gazu ziemnego[5]
- hodowla drobiu[3]
- uprawa jagód, winogrona i gruszek[3]

## Miasta
- Bridge City
- Orange
- Pine Forest
- Pinehurst
- Rose City
- Vidor
- West Orange

## CDP
- Mauriceville

## Sąsiednie hrabstwa
- Hrabstwo Jasper (północ)
- Hrabstwo Newton (północ)
- Hrabstwo Hardin (północny zachód)
- Hrabstwo Jefferson (zachód)
- Parafia Calcasieu, Luizjana (wschód)
- Parafia Cameron, Luizjana (południowy wschód)

## Demografia
Według danych pięcioletnich z 2022 roku, 82,3% mieszkańców stanowili biali (78,6% nie licząc Latynosów), 8,9% to Latynosi, 8,8% to czarni lub Afroamerykanie, 6,8% było rasy mieszanej, 0,6% to Azjaci, 0,17% stanowiła rdzenna ludność Ameryki i 0,06% pochodziło z wysp Pacyfiku.
Do największych grup należały osoby pochodzenia: francuskiego lub francusko–kanadyjskiego (14,9%), niemieckiego (11,7%), irlandzkiego (9,9%), angielskiego (8,6%), afroamerykańskiego, meksykańskiego (7,1%) i „amerykańskiego” (5,6%).

## Religia
Członkostwo w 2020 roku: 
- protestanci – ok. 50% (gł. baptyści, ewangelikalni, zielonoświątkowcy, metodyści i campbellici)
- katolicy – 12,7%
- mormoni – 2,1%
- świadkowie Jehowy – 0,7%